# Källarfrihet
Källarfrihet, städernas forna privilegium att tullfritt inköpa vin och andra utländska drycker för stadskällarens behov. 
Detta privilegium, som vållade olägenheter för tullförvaltningen, indrogs genom kungligt brev av 27 augusti 1777 emot årlig kontant ersättning från statsverket. 
Vad särskilt beträffar Stockholm, som ägde tre stadskällare, nämligen Storkällaren (på Börshusets tomt vid Stortorget, Stockholm), Norrmalmskällaren eller Kastenhof  och Södermalmskällaren eller Stadshuset (vid Götgatsbacken), gick tullfriheten tillbaka till en resolution den 25 februari 1614 som gav staden rätt att utan accis inköpa 50 åmar vin (1 åm = 60 kannor) årligen till Storkällaren.
Genom privilegiebrev för Stockholm den 10 mars 1636 "efterläts staden sin källare och unnades borgmästare och råd" accisfrihet på 50 åmar rhenskt, 16 pipor spanskt (1 pipa = 180 kannor) och 30 oxhuvud franskt vin (1 oxhuvud = 90 kannor) årligen. Vinsten av denna accisfrihet skulle användas till borgmästares och råds enskilda gagn och bästa.
På ansökan av borgmästare och råd i Stockholm erhöll genom brev den 9 februari 1650 även den nyinrättade stadskällaren på Norrmalm tullfrihet för 30 åmar rhenskt, 10 pipor spanskt och 20 oxhuvud franskt vin årligen. Motsvarande tullfrihet beviljades genom brev
den 1 mars 1676 den nyinrättade stadskällaren på Södermalm för 30 åmar rhenskt, 10 pipor spanskt och 20 oxhuvud franskt vin.
När privilegiet drogs in 1777 hade Stockholm rätt till tullfri införsel av 110 åmar rhenskt, 36 pipor spanskt och 70 oxhuvud franskt vin, som antingen fick säljas på nämnda tre källare eller utarrenderas till försäljning genom "vintappare". 
För förlusten av denna förmån uppbar Stockholms stad 1908 30 669 kronor, under det att statens utbetalningar för ändamålet till samtliga övriga städer utgjorde 7 762 kr. 
En kanna är detsamma som 2,6 liter. När tillståndet drogs in 1777 medgav alltså Stockholms stad en tullfri införsel av:
- 17 160 l rhenvin
- 16 850 l spanskt vin
- 16 380 l franskt vin